# Észtország szigetei

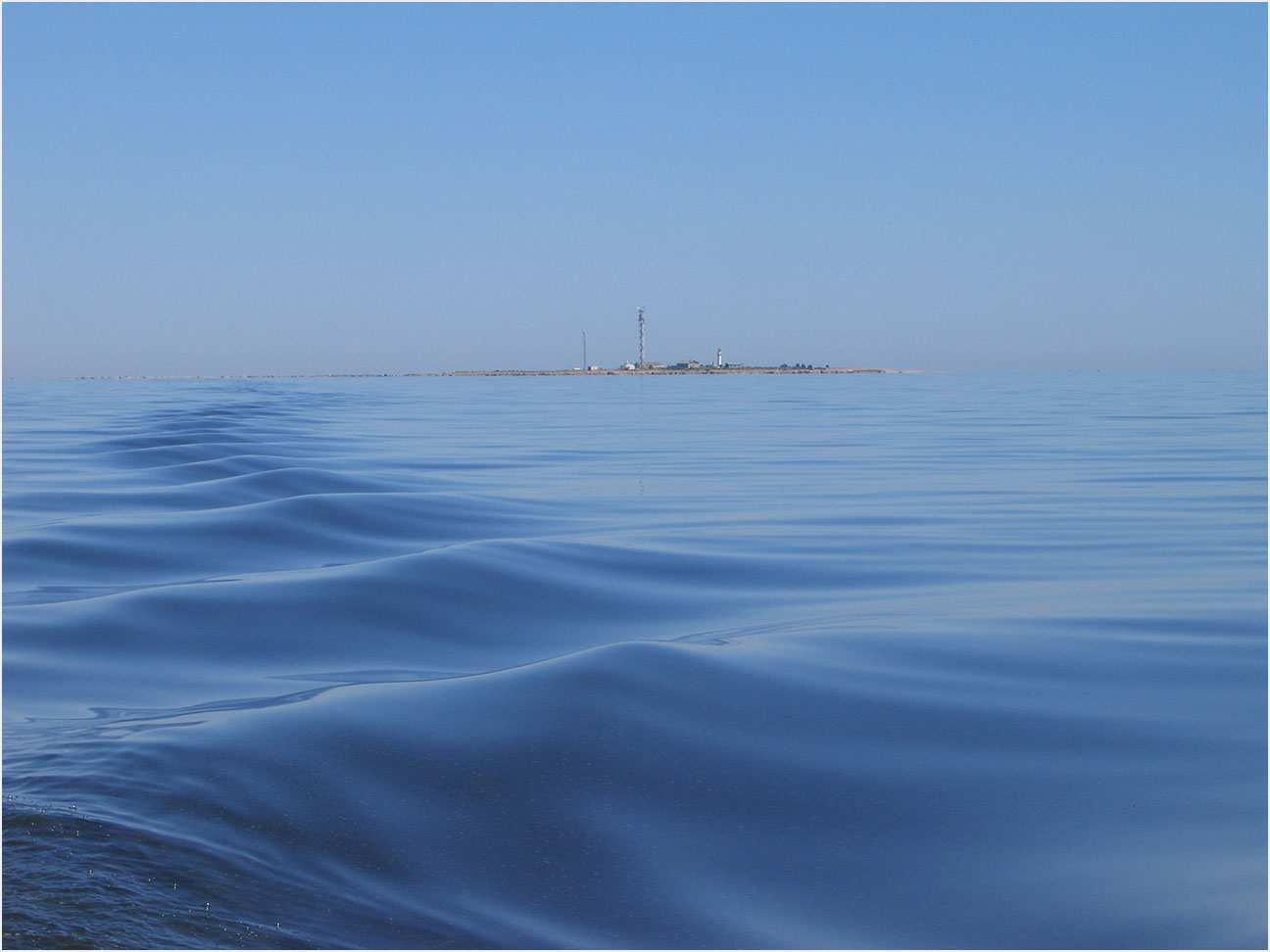
Észtország legészakibb része, a Vaindloo szigete

Észország területéhez 2222 tengeri sziget tartozik. Ezek mellett további 133 nagyobb sziget található Észtország tavaiban és folyóiban. Észtország szigeteinek túlnyomó többsége kis területű és lakatlan. Mindössze 29 sziget területe nagyobb 1 km²-nél. Az egy hektárnál nagyobb szigetek száma 318.

## Földrajza

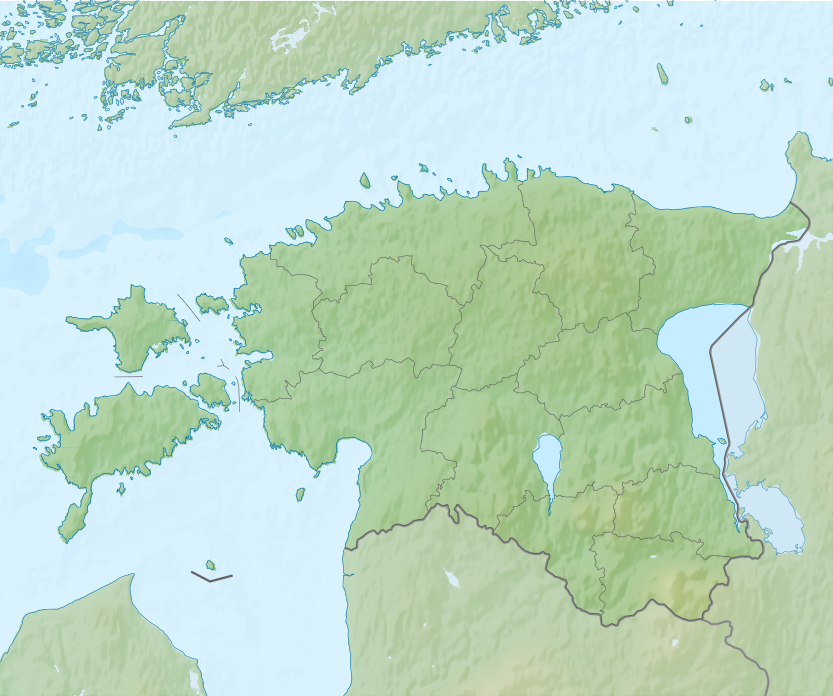
Észtország topográfiai térképe

Észtország szigetei kontinentális szigetek, az észt szárazföld kontinentális kérgéhez tartoznak. Keletkezésükben a földrengések, a gleccserek és jeges folyók játszottak szerepet. Saaremaa földrengés következtében, a tektonikus erők hatására emelkedett ki a tengerből. Naissaar a tengerbe kilépő jeges vizek által szállított hordalékból alakult ki, míg Väinameri-szoros kisebb szigetei a gleccserek végénél összetorlódott törmelékből alakultak ki.
Az észt szigetek elhelyezkedésük alapján három nagyobb csoportba sorolhatók.
A legnagyobb területű szigetcsoport a Nyugatészt szigetvilág, amelyhez Észtország legnagyobb szigetei, Saaremaa, Hiiuma, Muhu és Vormsi tartozik. Mellettük mintegy ötszáz további kis sziget tartozik a Nyugatészt szigetvilághoz, melyet a Väinameri-szoros választ el az észt szárazföldtől.
Külön szigetcsoportot képeznek a Rigai-öböl szigetei, amelyek északról határolják az öblöt. Ehhez két nagyobb sziget, Kihnu és Ruhnu tartozik.
Az észt szárazföldtől északra helyezkednek el a Finn-öböl szigetei. Közülük a nagyobbak a Pakri-szigetek és a Tallinni-öblöt határoló Naissaar, valamint az ettől keletre elhelyezkedő Aegna és Prangli. A Finn-öböl keleti medencéjének szigetei (a Goglin-szigettől a Szentpétervár előtti Kotlin-szigetig) Oroszországhoz tartoznak.
Észtország legnyugatibb pontja a Nootamaa, legészakibb pontja a Vaindloo sziget.
A szigetek jellegzetes építményei a szélmalmok és a világítótornyok.
A Vilsandi Nemzeti Park a Saremaatól nyugatra fekvő Vilsandi szigeten és a körülötte található mintegy 160 kisebb szigetet is magában foglaló 180 km² területi védett terület. 1971-ben létesítették, de egy kisebb része már 1957-től természetvédelmi terület, 1910-től pedig madárrezervátum volt.

## Lakosság
A szigetek közül csak 19 rendelkezik állandó lakossággal. Saaremaan több mint 30 ezren élnek, tízezer fő feletti lakossága van Hiiumának, és több mint ezren élnek Muhu szigetén.
Az észt szigetek lakosságának 97% -a él Saaremaa, Hiiumaa és Muhu szigetén. A 2011-es népszámlálás szerint 40 715 ember él állandóan a szigeteken. Ez Észtország állandó lakosainak 3%. A korábbi, 2000-es népszámlálás szerint összesen 47 404 ember élt a szigeteken. Habár a szigetlakók száma csökkent, a tartósan lakott szigetek száma nőtt. 2000-ben 14 sziget volt lakott, 2011-re 19-re nőtt a számuk.
A szovjet időszakban egyes szigetek civil lakosságát kitelepítették és a területet katonai célokra használták.
Egyes szigetek a szárazföldétől kissé eltérő, sajátos kultúrával rendelkeznek. Ilyen pl. Muhu, ahol hagyományosan kiemelt a nők szerepe a kultúrában és a mindennapi életben.

## Közlekedés

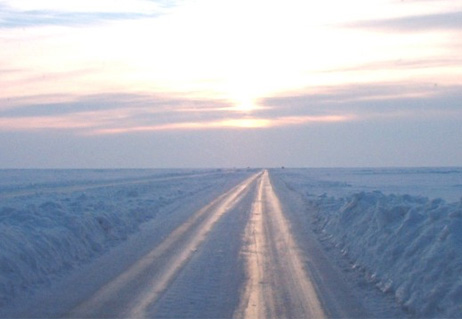
A szárazföld és Hiiumaa közötti jégút

A legelterjedtebb közlekedési eszköz a szigetek elérésére a hajó. A szárazföld és Hiiumaa, valamint Saaremaa között rendszeres kompjárat működik.
Muhu és Saremaa között a közvetlen gépjárműforgalom is lehetséges, a két szigetet egy gátra épített 3,6 km-es közút köti össze.
A téli időszakban, megfelelő időjárási körülmények és jégvastagság esetén a szigetek egy része jégutakon is elérhető.
Vormsi, Hiiuma és Saaremaa szigetén is működik repülőtér. Tallinn és Kuressaare között rendszeres légijárat működik.